# 1993 100 legnagyobb slágere
Ez a lista a Billboard magazin  első Hot 100  zenéjét tartalmazza 1993-ból.
| Helyezés | Zene                                           | Előadó                              |
| -------- | ---------------------------------------------- | ----------------------------------- |
| 01       | I Will Always Love You                         | Whitney Houston                     |
| 02       | Whoomp! (There It Is)                          | Tag Team                            |
| 03       | Can't Help Falling in Love                     | UB40                                |
| 04       | That’s the Way Love Goes                       | Janet Jackson                       |
| 05       | Freak Me                                       | Silk                                |
| 06       | Weak                                           | SWV                                 |
| 07       | If I Ever Fall in Love                         | Shai                                |
| 08       | Dreamlover                                     | Mariah Carey                        |
| 09       | Rump Shaker                                    | Wrecx-N-Effect                      |
| 10       | Informer                                       | Snow                                |
| 11       | Nuthin' But a "G" Thang                        | Dr. Dre                             |
| 12       | In the Still of the Nite                       | Boyz II Men                         |
| 13       | Don't Walk Away                                | Jade                                |
| 14       | Knockin' da Boots                              | H-Town                              |
| 15       | Lately                                         | Jodeci                              |
| 16       | Dazzey Ducks                                   | Duice                               |
| 17       | Show Me Love                                   | Robin S.                            |
| 18       | A Whole New World                              | Peabo Bryson and Regina Belle       |
| 19       | If                                             | Janet Jackson                       |
| 20       | I'm So Into You                                | SWV                                 |
| 21       | Love Is                                        | Vanessa Williams and Brian McKnight |
| 22       | Runaway Train                                  | Soul Asylum                         |
| 23       | I'll Never Get Over You (Getting Over Me)      | Expose                              |
| 24       | Ditty                                          | Paperboy                            |
| 25       | Rhythm Is a Dancer                             | Snap                                |
| 26       | The River of Dreams                            | Billy Joel                          |
| 27       | I'm Gonna Be (500 Miles)                       | The Proclaimers                     |
| 28       | Two Princes                                    | Spin Doctors                        |
| 29       | Right Here/Human Nature/Downtown               | SWV                                 |
| 30       | I Have Nothing                                 | Whitney Houston                     |
| 31       | Mr. Wendal                                     | Arrested Development                |
| 32       | Have I Told You Lately                         | Rod Stewart                         |
| 33       | Saving Forever for You                         | Shanice                             |
| 34       | Ordinary World                                 | Duran Duran                         |
| 35       | If I Had No Loot                               | Tony! Toni! Tone!                   |
| 36       | I'd Do Anything for Love (But I Won't Do That) | Meat Loaf                           |
| 37       | Slam                                           | Onyx                                |
| 38       | Looking Through Patient Eyes                   | P.M. Dawn                           |
| 39       | I'm Every Woman                                | Whitney Houston                     |
| 40       | Baby I'm Yours                                 | Shai                                |
| 41       | Come Undone                                    | Duran Duran                         |
| 42       | I Don't Wanna Fight                            | Tina Turner                         |
| 43       | I'd Die Without You                            | P.M. Dawn                           |
| 44       | Whoot, There It Is                             | 95 South                            |
| 45       | Hip Hop Hooray                                 | Naughty by Nature                   |
| 46       | Another Sad Love Song                          | Toni Braxton                        |
| 47       | Will You Be There                              | Michael Jackson                     |
| 48       | Comforter                                      | Shai                                |
| 49       | Good Enough                                    | Bobby Brown                         |
| 50       | What's Up                                      | 4 Non Blondes                       |
| 51       | All That She Wants                             | Ace of Base                         |
| 52       | 7                                              | Prince & The New Power Generation   |
| 53       | Dre Day                                        | Dr. Dre                             |
| 54       | One Last Cry                                   | Brian McKnight                      |
| 55       | Just Kickin' It                                | Xscape                              |
| 56       | I Get Around                                   | 2Pac                                |
| 57       | Bed of Roses                                   | Bon Jovi                            |
| 58       | Real Love                                      | Mary J. Blige                       |
| 59       | Here We Go Again!                              | Portrait                            |
| 60       | Cryin'                                         | Aerosmith                           |
| 61       | Cats in the Cradle                             | Ugly Kid Joe                        |
| 62       | What About Your Friends                        | TLC                                 |
| 63       | I Got a Man                                    | Positive K                          |
| 64       | Hey Mr. DJ                                     | Zhane                               |
| 65       | Insane in the Brain                            | Cypress Hill                        |
| 66       | Deeper and Deeper                              | Madonna                             |
| 67       | Rain                                           | Madonna                             |
| 68       | The Right Kind of Love                         | Jeremy Jordan                       |
| 69       | Bad Boys                                       | Inner Circle                        |
| 70       | That's What Love Can Do                        | Boy Krazy                           |
| 71       | Do You Believe in Us                           | Jon Secada                          |
| 72       | Angel                                          | Jon Secada                          |
| 73       | Forever in Love                                | Kenny G                             |
| 74       | Again                                          | Janet Jackson                       |
| 75       | Boom! Shake the Room                           | Jazzy Jeff and the Fresh Prince     |
| 76       | When She Cries                                 | Restless Heart                      |
| 77       | Sweat (A La La La La Long)                     | Inner Circle                        |
| 78       | It Was a Good Day                              | Ice Cube                            |
| 79       | More and More                                  | Captain Hollywood Project           |
| 80       | How Do You Talk to an Angel                    | Heights                             |
| 81       | Rebirth of Slick (Cool Like Dat)               | Digable Planets                     |
| 82       | What Is Love                                   | Haddaway                            |
| 83       | To Love Somebody                               | Michael Bolton                      |
| 84       | Give It Up, Turn It Loose                      | En Vogue                            |
| 85       | Alright                                        | Kriss Kross                         |
| 86       | Check Yo Self                                  | Ice Cube                            |
| 87       | Fields of Gold                                 | Sting                               |
| 88       | Ooh Child                                      | Dino                                |
| 89       | Faithful                                       | Go West                             |
| 90       | Reason to Believe                              | Rod Stewart                         |
| 91       | Break It Down Again                            | Tears for Fears                     |
| 92       | Nothin' My Love Can Fix                        | Joey Lawrence                       |
| 93       | Three Little Pigs                              | Green Jelly                         |
| 94       | Livin' on the Edge                             | Aerosmith                           |
| 95       | Hey Jealousy                                   | Gin Blossoms                        |
| 96       | If I Ever Lose My Faith in You                 | Sting                               |
| 97       | Anniversary                                    | Tony! Toni! Tone!                   |
| 98       | One Woman                                      | Jade                                |
| 99       | Can't Get Enough of Your Love                  | Taylor Dayne                        |
| 100      | Two Steps Behind                               | Def Leppard                         |